# 3rd Civil Affairs Group
Pour les articles homonymes, voir 3e groupe (unité militaire).
Le 3e Groupe des affaires civiles (3rd CAG) est une unité des affaires civiles (CA) du Corps des Marines des États-Unis basée à Naval Station Great Lakes, Illinois. Le Corps des Marines attribue les affaires civiles comme spécialité militaire principale pour les engagés et comme spécialité supplémentaire pour les officiers. Le Marine Corps utilise sa propre doctrine des affaires civiles et dirige l'École des opérations civiles et militaires du Marine Corps à la Marine Corps Base de Quantico pour former les Marines des affaires civiles. 
Le commandant du 3rd CAG est le colonel Sean Day avec le sergent-major Craig Carstens comme 3e sergent-major du CAG. 
Le 3rd CAG a participé aux opérations Balikitan, Cobra Gold, Korea United et à diverses autres opérations internationales. Le CAG est composé de 3 détachements composés de Marines de tous horizons. 

## Histoire
Le 3rd CAG tel qu'il existe aujourd'hui a été fondé en 2012. À l'origine, le 3rd CAG a été mis sur pied en 1985 à Chavez Ravine, l'emplacement du Naval and Marine Corps Reserve Center, à Los Angeles, en Californie. L'unité a déménagé au Camp Pendleton à la suite du tremblement de terre de Northridge en janvier 1993. 

## Mission
La mission de 3rd CAG est la suivante: "Planifier et exécuter des opérations militaires civiles tout en assurant la liaison entre les forces militaires et les autorités civiles, la population locale et les organisations non gouvernementales. Mener des activités qui renforcent les relations entre les militaires et le personnel du pays hôte et les organisations facilitées par l'application de compétences spécialisées dans les affaires civiles dans des domaines qui relèvent normalement des gouvernements civils. " 